# Thermosulfurimonas
Thermosulfurimonas es un género de bacterias gramnegativas de la familia Thermodesulfobacteriaceae. Fue descrito en el año 2012. Su etimología hace referencia a mónada termófila del azufre. Son bacterias anaerobias, termófilas, quimiolitoautótrofas. Utilizan azufre y CO2. Todas las cepas se han aislado de fuentes hidrotermales marinas. 

## Taxonomía
Actualmente existen 2 especies descritas:
- Thermosulfurimonas dismutans
- Thermosulfurimonas marina